# Dziura nad Studnią
Dziura nad Studnią – jaskinia w Dolinie Miętusiej w Tatrach Zachodnich. Wejście do niej znajduje się nad Wielką Świstówką, w północno-wschodniej ścianie Dziurawej Baszty, powyżej jaskini Studnia w Dziurawem, na wysokości 1641 metrów n.p.m. Długość jaskini wynosi 20 metrów, a jej deniwelacja 6 metrów.

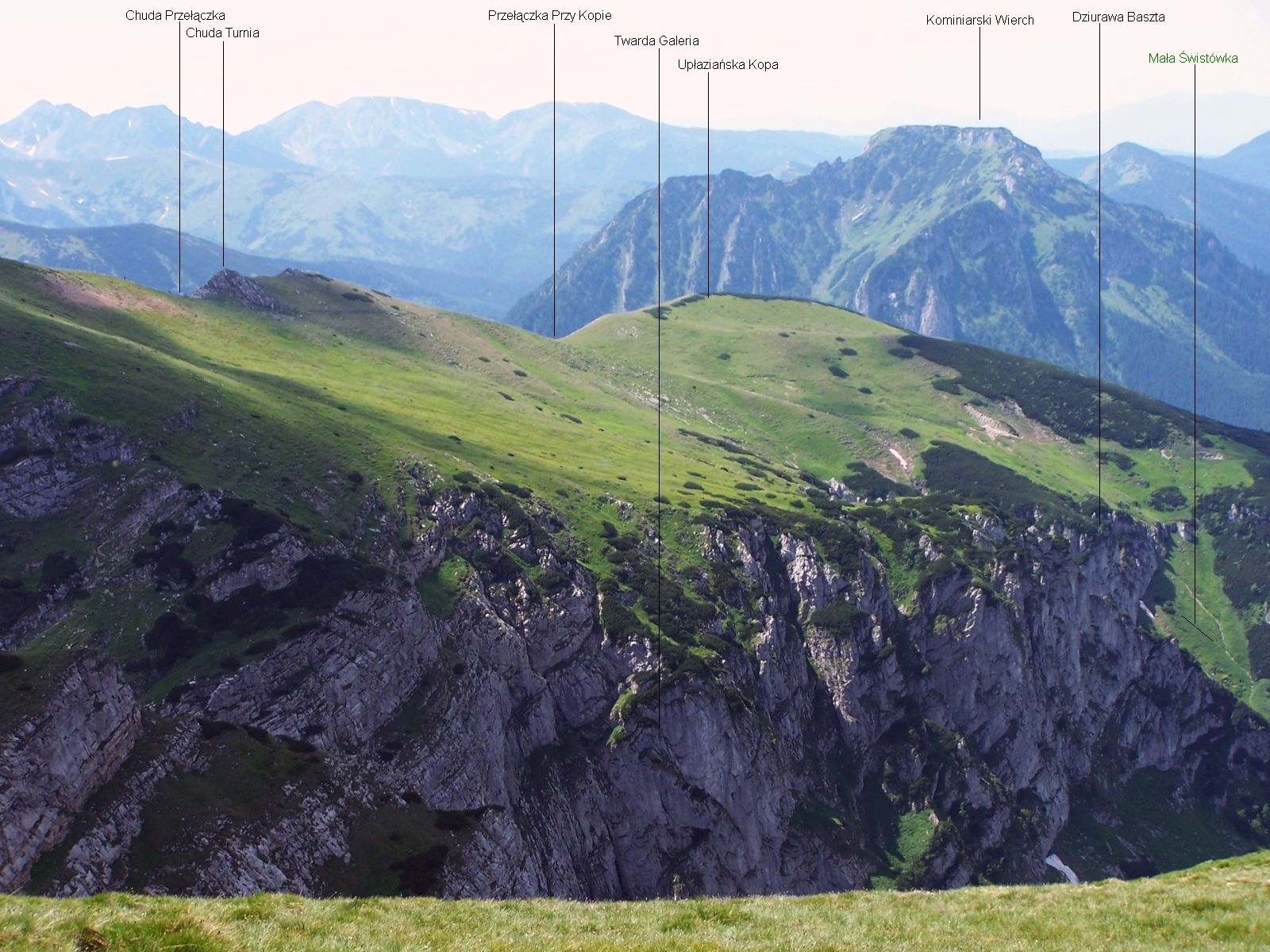
Po prawej na dole Dziurawa Baszta

## Opis jaskini
Główną częścią jaskini jest salka od której odchodzi parę ciągów:
- do dużego otworu wejściowego prowadzi idący w górę korytarz, w którym przed samym otworem znajduje się niewielki próg.
- z salki, na wprost od korytarza prowadzącego do otworu, idzie szczelina, która po około 3 metrach kończy się gruzem skalnym uniemożliwiającym przejście.
- można też iść bardzo niskim korytarzykiem w lewo, aż do rozgałęzienia. Stąd w prawo w dół prowadzi ciasny 2,5 metrowy ciąg, w lewo natomiast znajduje się ślepa studzienka. Stanowi ona najgłębszy punkt jaskini[3]. Za nią widać bardzo ciasne szczeliny wiodące w kierunku powierzchni.

## Przyroda
W jaskini można spotkać niewielkie nacieki grzybkowe. Ściany są mokre.
W korytarzu prowadzącym z otworu do salki występują mchy i glony.

## Historia odkryć
Jaskinia została odkryta 19 września 1979 roku przez R. M. Kardasia i M. Połońskiego.